# John W. E. Bowen Sr.
John Wesley Edward Bowen (3 de diciembre de 1855 – 20 de julio de 1933) nació en la esclavitud estadounidense y se convirtió en un clérigo metodista, funcionario denominacional, educador universitario y uno de los primeros afroamericanos en obtener un doctorado en los Estados Unidos. Se le acredita como el primer afroamericano en recibir el Ph.D. grado de la Universidad de Boston, que fue otorgado en 1887.

## Biografía

### Primeros años
Bowen nació en Nueva Orleans, Luisiana, el 3 de diciembre de 1855, hijo de Edward Bowen y Rose Simon Bowen. Edward Bowen, un carpintero, era originario de Maryland y más tarde vivió en Washington D. C., pero se mudó a Nueva Orleans, donde fue esclavizado y mantenido en servidumbre hasta que compró su propia libertad. En 1858, compró la libertad para su esposa e hijo, entonces de tres años. Edward Bowen más tarde sirvió en el Ejército de la Unión durante la Guerra Civil. Rose Simon Bowen era la nieta de una princesa africana de la tribu Jolloffer en la costa oeste de África.

### Educación
Después de la Guerra Civil, J. W. E. Bowen estudió en la Union Normal School en Nueva Orleans, y en la Universidad de Nueva Orleans, una universidad establecida por la Iglesia Metodista Episcopal para la educación de libertos. (La Universidad de Nueva Orleans se fusionó con el Straight College en 1934 para formar la Universidad Dillard) Bowen recibió una licenciatura en Artes con la primera clase de graduados de la universidad en 1878. De 1878 a 1882, enseñó matemáticas, latín y griego en el Central Tennessee College (más tarde conocido como Walden University (Tennessee)) en Nashville.
En 1882, Bowen comenzó estudios teológicos en la Universidad de Boston. Mientras estudiaba teología, fue pastor de la Iglesia Metodista Episcopal Revere Street en Boston, Massachusetts. En 1884, completó el trabajo y recibió una Maestría en Artes (MA) de la Universidad de Nueva Orleans. Cuando completó los requisitos para la Licenciatura en Sagrada Teología (STB) de la Universidad de Boston en 1885, sus compañeros de clase lo seleccionaron como uno de los dos estudiantes para hablar en los ejercicios de graduación.
Después de graduarse, Bowen se convirtió en pastor de la Iglesia Metodista Episcopal de San Juan en Newark, Nueva Jersey. Recibió una Maestría en Artes de la Universidad de Nueva Orleans en 1886. Se casó con Ariel Serena Hedges de Baltimore, Maryland en 1886. Se convirtieron en padres de cuatro hijos.
En ese mismo año, Bowen ingresó al programa de doctorado en teología histórica de la Universidad de Boston. También hizo trabajos avanzados especiales en griego, latín, hebreo, caldeo, árabe y alemán, y en metafísica y psicología. La Universidad de Boston le confirió el doctorado en 1887. Más tarde, el Seminario Teológico Gammon lo convirtió en su primer receptor del grado honorario de doctor en divinidad.

### Años en Baltimore y WashingtonD.C.
Bowen fue principalmente pastor después de completar su doctorado. Pastoreó la Iglesia Metodista Episcopal del Centenario en Baltimore y también se desempeñó como profesor de historia de la iglesia y teología sistemática en Morgan College. Un predicador talentoso, Bowen llevó a cabo un notable avivamiento durante este pastorado en el que hubo 735 conversiones. Bowen también se desempeñó como pastor de la Iglesia Metodista Episcopal de Asbury en Washington D. C. y como profesor de hebreo en la Universidad Howard.
De 1889 a 1893, Bowen fue miembro y examinador del Instituto Americano de Literatura Sagrada. En 1892, publicó "¿Cuál será la cosecha? Un sermón nacional; o una serie de conversaciones sencillas a la gente de color de Estados Unidos, sobre sus problemas". Representó a la Iglesia Metodista Episcopal en las Conferencias del Metodismo Mundial en Washington D. C. en 1891 y Londres en 1901.

### Años en el Seminario Teológico Gammon
En 1893, Bowen se convirtió en profesor de teología histórica en el Seminario Teológico Gammon en Atlanta, Georgia, un seminario fundado en 1883 por la Iglesia Metodista Episcopal para la preparación de clérigos afroamericanos. Fue el primer afroamericano en enseñar allí a tiempo completo. Como secretario de la Fundación Misionera Stewart para África de Gammon, también editó su periódico, la Revista Misionera Stewart.
En octubre de 1895, Bowen pronunció "An Appeal to the King" en el "Día del Negro" en la Exposición de los Estados del Algodón de Atlanta. Ese diciembre, organizó una importante conferencia de tres días sobre África celebrada junto con la exposición y publicó sus actas como "África y el negro americano ... Discursos y Actas del Congreso sobre África celebrado bajo los auspicios de la Fundación Misionera Stewart para África del Seminario Teológico Gammon en Conexión con los Estados Algodoneros y la Exposición Internacional del 13 al 15 de diciembre de 1895" (1896).
Como miembro de la Junta de Control de la Liga Epworth de la Iglesia Metodista Episcopal, organizó una conferencia nacional en Atlanta sobre la educación cristiana de los jóvenes afroamericanos. Con Irvine Garland Penn, Bowen también editó y publicó sus actas, "The United Negro:... Discursos y procedimientos, El Congreso Cristiano y Educativo de los Jóvenes Negros", celebrado del 6 al 11 de agosto de 1902 (1902).
En enero de 1904, Bowen y Jesse Max Barber lanzaron The Voice of the Negro, una revista literaria dirigida a una audiencia nacional de afroamericanos. En septiembre de 1905, apoyaron el Movimiento del Niágara. Meses después, promovieron la organización de la Liga de Igualdad de Derechos de Georgia, que tenía objetivos similares. En el pico de su circulación en 1906, The Voice of the Negro reclamó entre 12.000 y 15.000 suscriptores.
En 1906, Bowen se convirtió en el presidente de Gammon. En septiembre, sin embargo, su año inaugural se vio ensombrecido por un grave motín racial en el que los alborotadores blancos atacaron brutalmente a los negros en Atlanta. Bowen abrió el seminario para proteger a los refugiados negros de los disturbios. Tres días después de que comenzaran los disturbios, fue golpeado y arrestado por la policía blanca de Atlanta. Barber huyó de la ciudad, llevándose La voz del negro con él a Chicago, donde continuó su publicación durante un año sin la ayuda de Bowen. Bowen sobrevivió a los disturbios raciales de Atlanta y sirvió como presidente de Gammon hasta 1910.
Bowen se retiró como jefe del departamento de historia de la iglesia de Gammon en 1926, pero continuó enseñando hasta 1932, cuando se convirtió en profesor emérito.

Bowen y su primera esposa, Ariel Serena Hedges Bowen, fueron padres de cuatro hijos. Uno de los niños, John W.E. Bowen Jr., se graduó de la Academia Phillips Exeter, la Universidad Wesleyan y la Universidad de Harvard. Se convirtió, como su padre, en una figura prominente en la iglesia metodista episcopal, y fue elegido obispo en 1949. La primera esposa de Bowen murió en 1904 mientras visitaba la Feria Mundial en San Luis, Misuri. En 1906 se casó con Irene L. Smallwood, quien le sobrevivió. [1] Bowen murió el 20 de julio de 1933, el último de su clase de graduados de la Universidad de Nueva Orleans y el alumno más antiguo de la escuela.
¿Quién no ha oído hablar de John Wesley Edward Bowen, que nació en Nueva Orleans en 1855, se educó allí y en la Universidad de Boston y ha trabajado en Morgan, Howard y Gammon? Durante veinticinco años, mientras estuvo en Gammon, ha sido el tipo de figura destacada en la Iglesia Metodista Episcopal, lo que ha hecho que esa iglesia dude en deshacerse de él y de su especie.

— W. E. B. Dubois de The Crisis, Vol. 16, No. 4, p. 184, 1918